# 南極鳥屬
南極鳥屬（學名：Antarcticavis）是今鳥形類已滅絕的一個屬，有可能屬於扇尾類，生存年代為白堊紀晚期，其化石出土地層為南極洲維加島的雪丘島組，於2020年被描述發表，因化石形態特徵與維加鳥、極地鳥等南極出土的同期鳥類化石均有顯著差異而被歸為新屬，目前僅有A. capelambensis一種，是已知南極洲出土的鳥類化石中年代最為古老的。其屬名Antarcticavis為南極洲（Antarctica）與鳥類的拉丁文avis組成，種小名capelambensis則來自化石出土的地點蘭布角（Cape Lamb）。